# Чиссатахма
Чиссатахма (др.-перс. Ciça(n)-taxma; эламск. Ṣi-iš-šá-an-tak-ma) — руководитель антиперсидского восстания сагартиев после воцарения Дария I.
После гибели в результате заговора знатных персов Бардии и восшествия на престол Дария I в 522 году до н. э. по всей Ахеменидской державе вспыхнули мятежи против нового царя. Чиссатахма встал во главе восстания в Сагартии в западной Мидии и на бывших ассирийских землях с центром в Арбеле. Оно началось после победы Дария над Фравартишем. Чиссатахма называл себя родственником мидийского царя Киаксара. Исследователь В. П. Орлов не исключает вероятности того, что Чиссатахма действительно был его потомком и пытался восстановить власть своего рода. Возможно, Чиссатахма осуществлял связь с народом при помощи специальных вестников или же писем от имени царя.
Выступление Чиссатахмы было не таким масштабным, чем под руководством Фравартиша. Оно было скоро подавлено полководцем Дария Тахмаспадой, мидийцем по происхождению. Дата этого события в Бехистунской надписи не указана, что также может свидетельствовать о меньшей значимости происходившего в Сагартии. Сам Чиссатахма был доставлен к Дарию. Ему отрезали нос, уши и язык, выкололи один глаз, после чего поместили связанным у ворот на всеобщее обозрение. Затем Чиссатахма был посажен на кол в Эрбиле.